# ロングレッグス
『ロングレッグス』(Longlegs) は、2024年に公開されたアメリカ合衆国のホラースリラー映画。オズ・パーキンスが監督・脚本。2024年7月12日にネオンによって米国で公開された。全世界で1億250万ドルの興行収入を上げ、ネオンの国内最高興行収入映画となり、その年の独立系映画としては最高興行収入を記録した。
1990年代を舞台に、オレゴン州で複数の家族を殺害したオカルト的な連続殺人犯を追跡するFBI捜査官の物語。

## 登場人物/キャスト
※括弧内は日本語吹替
リー・ハーカー
演 - マイカ・モンロー（早見沙織）
未解決一家連続殺人事件の捜査を任された新人FBI捜査官。
ロングレッグス / ダル・コブル
演 - ニコラス・ケイジ（大塚明夫）
シリアルキラー。
ウィリアム・カーター
演 - ブレア・アンダーウッド（金光宣明）
リーの上司の一人。
ルス・ハーカー
演 - アリシア・ウィット（冨永みーな）
リーの母親。
ブロウニング捜査官
演 - ミシェル・チョイ・リー
リーの上司の一人。
フィスク捜査官
演 - ダコタ・ダウビー
リーの同僚。
キャリー・アン・キャメラ
演 - キーナン・シプカ
ロングレッグスからの唯一の生き残り。
キャメラの父親
演 - ジェイソン・デイ
キャメラの母親
演 - リサ・チャンドラー
ルビー・カーター
演 - アヴァ・ケルダース
ウィリアム・カーターの娘。
アン・カーター
演 - カーベル・アミット
ウィリアム・カーターの妻。
FBIエージェント
演 - ピーター・ジェイムス・ブライアント